# Insiang
Pour plus de détails, voir Fiche technique et Distribution.
Insiang est un film philippin réalisé par Lino Brocka en 1976. Il s'agit du premier film philippin à avoir été sélectionné au Festival de Cannes, dans la Quinzaine des réalisateurs, en 1978.

## Synopsis
Insiang (Hilda Koronel) habite un bidonville de Manille avec sa mère, la tyrannique Tonya. Elle se démène corps et âme pour survivre dans ce quartier où chômage et alcoolisme font partie intégrante du quotidien. Un jour, Tonya ramène chez elles son nouvel amant, Dado, le caïd du quartier, en âge d’être son fils. Ce-dernier se rapproche dangereusement d'Insiang et tente de la violer. La jeune femme décide de s'enfuir lorsque sa mère, contre toute vraisemblance, défend son compagnon.

## Fiche technique
- Titre : Insiang
- Réalisation : Lino Brocka
- Scénario : Mario O'Hara, Lamberto E. Antonio
- Photographie : Conrado Balthazar - Couleurs
- Musique : Minda Azarcon
- Production : Ruby Tiong Tan/Cinemanila Corporation
- Pays d’origine :  Philippines
- Langue de tournage : Tagalog
- Genre : drame
- Durée : 95 min
- Sortie : 25 décembre 1976
- Sortie en France : Festival de Cannes 1978 ; 29 juin 2016 (ressortie)
- Versions :
  - Version 1976
  - Version 2015, restauration par la Cinémathèque de Bologne, financée par la World Cinema Foundation et le Film Development Council of the Philippines, présentée au Festival de Cannes en 2015, sélection Cannes Classics.

## Distribution
- Hilda Koronel : Insiang
- Mona Lisa (en) : Tonya
- Ruel Vernal : Dado
- Rez Cortez : Bebo
- Marlon Ramirez : Nanding

## Autour du film
- Présenté au festival de Cannes 1978[3], ce film a depuis été encensé par la critique. La journaliste Marjolaine Gout déclare : « Un uppercut dévastateur ! Ce n'est pas sonné mais KO qu'Insiang vous laisse. Voici un de ces rares films suscitant un choc indélébile. Insiang vous prend aux tripes, ou plutôt vous attrape intestin, cœur, cerveau, les ballottant jusqu'à tentative d'éviscération ». [...] « Un chef-d'œuvre abasourdissant à faire frémir plus d'une mâchoire ! »[4]
- Le film a été tourné dans un bidonville : « [...] la caméra de Lino Brocka capture une tragédie au cœur d'un véritable bidonville, inscrivant ainsi ce drame dans une connotation documentaire étrange et captivante »[5].
- Les droits du film ont été confiés par la productrice Ruby Tiong Tan au Film Development Council of the Philippines, afin de permettre la préservation et la restauration du film, financée en partenariat avec la World Cinema Foundation de Martin Scorsese[6].